# Alta (Wyoming)
Alta es un Lugar designado por el censo situado en el Teton en el estado estadounidense de Wyoming. La población era 400 habitantes en el censo de 2000.

## Geografía
Alta se encuentra en las coordenadas 43°45′36″N 111°0′9″O / 43.76000, -111.00250. Según el United States Census Bureau, el CDP tiene un área total de 337,0 kilómetros ², de los cuales, 336,8 kilómetros ² son tierra y 0,2 km ² (0.07% ) agua.

## Demografía
Según el censo del 2000, había 400 personas, 141 casas y 104 familias que residían en el CDP. La densidad de población era de 1.2/km ². La composición racial del CDP era:
- 99.25% Blancos
- 0,75% Asiáticos
- 0,25% Hispanos o latinos

Había 141 casas, de las cuales un 34.0% tenían niños menores de 18 años que vivían con ellos, el 65,2% eran parejas casadas que vivían juntas, un 7.1% tenían un cabeza de familia femenino sin presencia del marido y el 26.2% eran no-familias. El 1.4% tenían a alguna persona anciana de 65 años de edad o más. 
En el CDP la separación poblacional era con un 28.5% menores de 18 años, el 7,8% de 18 a 24, un 22.0% de 25 a 44, el 31.0% de 45 a 64, y el 10,8% tenía 65 años de edad o más. La edad media fue de 41 años. Por cada 100 hembras había 126.0 varones. Por cada 100 mujeres mayores de 18 años, había 118.3 varones. 
La renta mediana para una casa en el CDP era de $ 56.750, y la renta mediana para una familia de $ 57.917. Los varones tenían una renta mediana de $ 38.438 contra los $ 19.107 para las hembras. El ingreso per cápita para el CDP era de $ 40.680. Cerca del 11.4% de las familias y el 16,8% de la población estaban por debajo de la línea de pobreza, incluyendo el 24.0% de los menores de 18 años.

## Educación
La educación pública en la comunidad de Alta está proporcionada por la Escuela del Distrito del Condado de Teton # 1. La escuela Alta Elementary School está ubicada en la comunidad y sirve a los estudiantes desde la guardería hasta sexto grado. Los estudiantes desde el grado siete hasta el grado doce tienen la opción de asistir a las escuelas en las cercanías de Driggs, Idaho o proveer su propio transporte para asistir a las escuelas secundarias de Jackson.